# Sárrétudvari
Sárrétudvari is een plaats (nagyközség) en gemeente in het Hongaarse comitaat Hajdú-Bihar. Sárrétudvari telt 3063 inwoners (2001).